# Miguel Becerra
Miguel Becerra González (ur. 11 marca 1979 w Etzatlán) – meksykański piłkarz występujący na pozycji bramkarza.

## Kariera klubowa
Becerra jest wychowankiem zespołu Chivas de Guadalajara. W meksykańskiej Primera División zadebiutował za kadencji szkoleniowca Oscara Ruggeriego, 22 lipca 2001 w zremisowanym 1:1 spotkaniu z La Piedad. Przez cały pobyt w seniorskim składzie Guadalajary pozostawał rezerwowym dla reprezentanta Meksyku, Oswaldo Sáncheza.
Latem 2003 Becerra został piłkarzem nowo powstałego klubu Dorados de Sinaloa występującego w rozgrywkach drugiej ligi meksykańskiej – Liga de Ascenso. Początkowo pełnił jedynie funkcję rezerwowego, jednak po pół roku został podstawowym graczem Dorados i wywalczył z nimi awans do najwyższej klasy rozgrywkowej po sezonie 2003/2004. Nie pozostał jednak wówczas w drużynie, odchodząc do drugoligowego Huracanes de Colima. Tam spędził rok w roli pierwszego golkipera, po czym podpisał umowę z Querétaro FC, także grającego w Liga de Ascenso. Szybko wywalczył sobie miejsce w wyjściowym składzie i po sezonie 2005/2006 awansował z nim do Primera División.
Przed sezonem Apertura 2007 Becerra został nowym nabytkiem pierwszoligowego Club Santos Laguna z siedzibą w mieście Torreón, gdzie po udanym półroczu został alternatywą dla byłego kolegi z Guadalajary, Oswaldo Sáncheza. Mimo to kilkukrotnie wywalczył z Santos Laguną wicemistrzostwo kraju, a w rozgrywkach Clausura 2008 mistrzostwo. 11 grudnia 2011, w drugim meczu finałowym ligi meksykańskiej sezonu Apertura z Tigres UANL, Oswaldo Sánchez już w 12 minucie został ukarany czerwoną kartką za faul w polu karnym. W bramce zastąpił go Becerra, który obronił jedenastkę wykonywaną przez Lucasa Lobosa, jednak później przepuścił trzy gole i Santos Laguna przegrała 1:3, zdobywając tytuł wicemistrzowski, trzeci w karierze Becerry.
| Sezon     | Klub                | Kraj   | Rozgrywki        | Mecze | Bramki |
| --------- | ------------------- | ------ | ---------------- | ----- | ------ |
| 2001/2002 | CD Guadalajara      | Meksyk | Primera División | 2     | 0      |
| 2002/2003 | CD Guadalajara      | Meksyk | Primera División | 0     | 0      |
| 2003/2004 | Dorados de Sinaloa  | Meksyk | Liga de Ascenso  | 31    | 0      |
| 2004/2005 | Huracanes de Colima | Meksyk | Liga de Ascenso  | 40    | 0      |
| 2005/2006 | Querétaro FC        | Meksyk | Liga de Ascenso  | 38    | 0      |
| 2006/2007 | Querétaro FC        | Meksyk | Primera División | 30    | 0      |
| 2007/2008 | Club Santos Laguna  | Meksyk | Primera División | 16    | 0      |
| 2008/2009 | Club Santos Laguna  | Meksyk | Primera División | 4     | 0      |
| 2009/2010 | Club Santos Laguna  | Meksyk | Primera División | 0     | 0      |
| 2010/2011 | Club Santos Laguna  | Meksyk | Primera División | 7     | 0      |
| 2011/2012 | Club Santos Laguna  | Meksyk | Primera División |       |        |